# Private Detective 62
Pour plus de détails, voir Fiche technique et Distribution.
Private Detective 62 est un film américain réalisé par Michael Curtiz et sorti en 1933.

## Synopsis
Donald Free, un détective privé, tombe amoureux de Janet Reynolds, la femme qu'il devait surveiller parce qu'elle gagne trop aux jeux d'argent.

## Fiche technique
- Réalisation : Michael Curtiz
- Scénario : Rian James d'après une nouvelle de Raoul Whitfield (Black Mask)[1]
- Photographie : Tony Gaudio
- Durée : 66 minutes
- Distributeur : Warner Bros. Pictures
- Date de sortie : 
  - États-Unis 10 juin 1933

## Distribution
- William Powell : Donald Free
- Margaret Lindsay : Janet Reynolds
- Ruth Donnelly : Amy
- Gordon Westcott : Bandor
- Arthur Hohl : Hogan
- Charles C. Wilson (non crédité) : un barman